# Nicetas bathalis
Nicetas bathalis là một loài bướm đêm trong họ Noctuidae.